# Чакмак (станція метро)
41°01′18″ пн. ш. 29°07′06″ сх. д. / 41.021571138896° пн. ш. 29.118445252447° сх. д.
Чакмак (тур. Çakmak) — станція лінії М5 Стамбульського метро в Умраніє
.
Відкрита 21 жовтня 2018 року разом з іншими станціями у черзі Яманевлер — Чекмекьой.

Розташована під проспектом Алемдаг у кварталі Сарай, Умраніє.
Пересадки
- автобуси[3]:8K, 9Ç, 9Ş, 9Ü, 9ÜD, 10, 11H, 11P, 11V, 11ÇB, 13, 13H, 13TD, 14, 14B, 14ES, 14YE, 19D, 20Ü, 131, 131A, 131B, 131C, 131T, 131TD, 131YS, 131Ü, 138, 139, 139A, 320, 522

Конструкція — станція закритого типу мілкого закладення, має острівну платформу та дві колії.